# NERIT
Néa Ellinikí Radiofonía, Ínternet kai Tileórasi (Νέα Ελληνική Ραδιοφωνία, Ίντερνετ και Τηλεόραση, español Nueva Radio, Internet y Televisión Griega), por sus siglas NERIT (ΝΕΡΙΤ), fue la corporación de radiodifusión pública de Grecia que existió desde el 12 de junio de 2013 hasta el 11 de junio de 2015.
La empresa fue creada por el gobierno de Antonis Samarás luego de confirmarse el cierre de Ellinikí Radiofonía Tileórasi (ERT), la anterior radiodifusora existente desde 1938 hasta 2013, de acuerdo con los compromisos de recorte del gasto con la troika europea. Los canales de radio y televisión de NERIT empezaron a emitir el 4 de mayo de 2014. Para su actividad se utilizaron las frecuencias y sede social de la antigua ERT, pero la plantilla inicial era de 800 trabajadores, un tercio menos que en el grupo anterior.
Con la victoria electoral de Alexis Tsipras y el cambio de gobierno, se confirmó la reapertura de ERT y la readmisión de los empleados despedidos que lo solicitaran. NERIT dejó de existir el 11 de junio de 2015, dos años después del cierre de ERT.

## Historia
La empresa se creó poco después de que el gobierno griego de Antonis Samarás anunciase el cierre de Ellinikí Radiofonía Tileórasi (ERT), la empresa de radiodifusión pública existente desde 1938, a partir del 12 de junio de 2013. La medida supuso el despido de sus 2.656 empleados y el cierre de todos sus servicios, entre ellos tres canales de televisión y siete emisoras de radio, para ahorrar 300 millones de euros (véase Crisis de la deuda soberana en Grecia).
En el mismo día se creó una nueva corporación, Néa Ellinikí Radiofonía, Ínternet kai Tileórasi (NERIT), sucesor legal de la extinta ERT, que contaría con una plantilla más reducida y menores costes de mantenimiento. Seis días después del cierre de ERT, el Consejo de Estado ordenó el restablecimiento de la señal hasta que se pusiera en marcha la NERIT. Sin embargo, el gobierno cumplió la sentencia de forma distinta: el 10 de julio empezó a emitir una televisión de carácter transitorio, Dimosia Tileórasi (DT), con la que se restituyó el servicio público exigido. La sede de ERT en Atenas permaneció ocupada por los empleados despedidos hasta el 7 de noviembre, cuando fue desalojada por la policía. 
El 4 de mayo de 2014 comenzaron las emisiones de radio y televisión de NERIT, con la creación de un canal de televisión (a través de la frecuencia de DT), dos emisoras de radio y un sitio web informativo. Su plantilla inicial está formada por más de 800 personas, de las cuales la mitad procedían de ERT. Su actividad se financiaría con un impuesto directo sobre el recibo de la luz. Con el paso del tiempo adoptó una estructura más completa, formada por cinco emisoras de radio (cuatro nacionales y una para Macedonia del Sur), dos canales de televisión y una señal en alta definición.

### Cierre
En enero de 2015 se produjo un cambio de gobierno con la victoria de Alexis Tsipras, líder de la Coalición de la Izquierda Radical (Syriza). En su programa electoral se prometió la reapertura del anterior ente público, con la readmisión de los empleados despedidos que así lo solicitaran. Además, Tsipras había definido el cierre de ERT y la creación de NERIT como «un crimen contra todos los griegos y en contra de la democracia».
El 18 de mayo de 2015 el parlamento griego aprobó la readmisión de 13.000 funcionarios despedidos durante la crisis, entre ellos los empleados de ERT. NERIT se mantuvo como grupo público de radiodifusión hasta el 11 de junio de 2015, fecha de la reapertura de ERT con la estructura actual.

## Servicios
En la fecha que se produjo el cierre de NERIT, gestionaba los siguientes canales

### Radio
- Proto: Emisora generalista, con boletines informativos.
- Deftero: Emisora de música ligera, se puso en marcha en diciembre de 2014.
- Tríto: Emisora de música clásica y cultural.
- Kosmos: Emisora de música de todo el mundo.
- NERIT Makedonias: Emisora para Macedonia, comenzó a emitir en 2015.

### Televisión
| Logo | Canal                   | Información |
| ---- | ----------------------- | --- |
|      | NERIT 1 (N ENA)         | Canal de televisión, con una programación generalista y espacios de servicio público. Su oferta es similar a la antigua NET. |
|      | NERIT Plus (N Plus)     | Entró al aire el 15 de mayo de 2014.                                                                                         |
|      | NERIT HD (N HD)         | Canal en alta definición. |
|      | NERIT Sports (N Sports) | Canal de deportes. Empezó el 18 de mayo del 2014.                                                                            |